# Escultura al colectivo homosexual
La escultura al colectivo homosexual es un monumento colocado el 5 de octubre de 2006 en forma de triángulo invertido en Sitges, el primer monumento conmemorativo de su tipo en España.

## Antecedentes
Sitges se había convertido en la década de 1980 en uno de los primeros destinos turísticos gais de España.
En mayo de 1996, el gobierno municipal, dirigido por el Partido Popular y Convergència i Unió, comenzó a exigir la documentación y realizar fichas policiales a los homosexuales que paseaban por la ciudad o en la playa. La policía municipal realizó unas 220 fichas. El ambiente se fue caldeando y los colectivos LGBT primero trataron de mediar y luego exigieron disculpas y la dimisión del concejal de gobernación, Ignacio Deó, a lo que el ayuntamiento no reaccionó.
El ambiente de tensión entre la comunidad gay y otros grupos de la población llegó a su cenit en septiembre, cuando un grupo de neonazis dio una brutal paliza a un camarero de un bar gay. En respuesta, diversos colectivos LGBT, como el FAGC (Front d'Alliberament Gai de Catalunya), CGB (Col·lectiu Gai de Barcelona), el Casal Lambda y el Grup de Lesbianes Feministas, convocaron el 5 de octubre de 1996 una manifestación en Sitges. La Coordinadora Gai-Lesbiana prefirió manifestarse en Barcelona, para no acrecentar la tensión en Sitges.
Al llegar a Sitges, los grupos LGBT se encontraron que no sólo se enfrentaban a grupos de neonazis, sino que grupos de ciudadanos se habían organizado para insultar y tirar huevos a los manifestantes. Los grupos LGBT tuvieron que ser escoltados por la policía.
Como consecuencia, el turismo gay disminuyó y tardó años en volver a alcanzar el nivel de 1996.

## Colocación y descripción

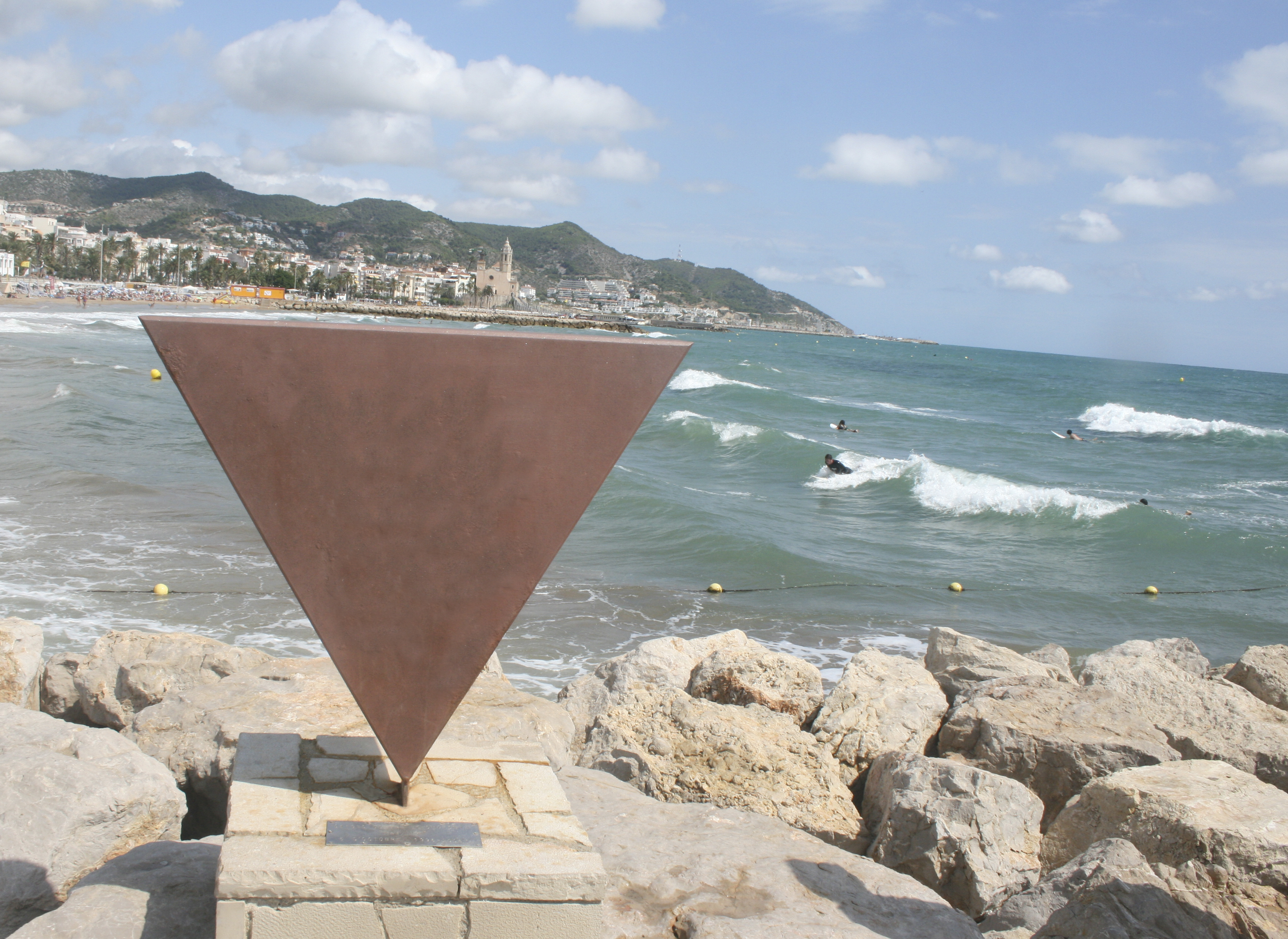
Escultura al colectivo homosexual, aspecto en 2011 con Sitges al fondo.

En desagravio por los hechos, el ayuntamiento, dirigido por el alcalde Jordi Baijet del Partido de los Socialistas de Cataluña, decidió colocar una escultura contra la homofobia en el pueblo.
El 5 de octubre de 2006, en la inauguración participaron un representante de 18 años de un casal de jóvenes de Sitges, del FAGC, del Casal Lambda, del CGB y el alcalde Baijet. La inauguración del monumento fue acompañada por una exposición de fotografías de los hechos y la distribución de carteles contra la homofobia.
La escultura es un triángulo invertido colocado verticalmente. Es un prisma triangular hueco, realizado en chapa y pintado de rosa, colocado en el malecón paralelo al recorrido de este. La inscripción dice «Sitges contra la homofobia / Mai Més / 5 octubre 1996-2006»; «Mai Més» significa «nunca más» en castellano.
La escultura se había deteriorado notablemente en 2008, dos años después de su inauguración, con pintadas y desconchones de la pintura. A 2011, la escultura ha perdido por completo cualquier rastro de la pintura que la cubrió y la chapa estaba oxidada. En 2014 se restauró y se recolocó en el paseo marítimo.